# Lindsay Sawyer
Lindsay Sawyer (1989 oder 1990) ist eine US-amerikanische Schauspielerin.

## Leben
Sawyer studierte Schauspiel an der University of Oklahoma. Noch während ihrer Studienzeit wirkte sie als Schauspielerin im Film Cowgirls and Angels – Ein himmlisches Pferdeabenteuer mit. In den nächsten Jahren folgten verschiedene Besetzungen in Fernsehserien, Kurz- sowie Spielfilmen. 2016 übernahm sie im Superhelden-Actionfilm Villain Squad – Armee der Schurken mit der Rolle der Goldilocks eine der Hauptrollen des Films. Im Folgejahr spielte sie in 5-Headed Shark Attack erneut in einer The-Asylum-Filmproduktion eine der Hauptrollen. 2018 spielte sie die Rolle der Isabelle Villeneuve im Abenteuerfernsehfilm Tomb Invader. 2021 spielte sie in insgesamt neun Episoden der Fernsehserie Untitled Sixties Series die Rolle der Maxine.

## Filmografie (Auswahl)
- 2012: Cowgirls and Angels – Ein himmlisches Pferdeabenteuer (Cowgirls 'n Angels)
- 2013: Enjoy the Silence (Kurzfilm)
- 2013: Tattoo Nightmares (Fernsehserie)
- 2014: Rudderless
- 2014: The Posthuman Project
- 2014: Party Slashers (Kurzfilm)
- 2015: The New Adult (Fernsehserie, Episode 1x02)
- 2016: Villain Squad – Armee der Schurken (Sinister Squad)
- 2017: 5-Headed Shark Attack (Fernsehfilm)
- 2018: Tomb Invader (Fernsehfilm)
- 2018: K's Lament (Kurzfilm)
- 2019: Eyes in the Dark (Kurzfilm)
- 2019: Mondo Hollywoodland
- 2021: The Big Picture (Kurzfilm)
- 2021: Blackcliffe (Kurzfilm)
- 2021: Untitled Sixties Series (Fernsehserie, 9 Episoden)
- 2021: She Picked Me (Kurzfilm)